# KAL-1
KAL-1
KAL-1 1002号機 (2019年5月撮影)
- 用途：試作連絡機
- 分類：連絡機
- 設計者：土井武夫
- 製造者：川崎航空機
- 運用者： 陸上自衛隊・川崎航空機
- 初飛行：1953年7月21日
- 生産数：2機（1001、1002）
- 生産開始：

  - 1953年7月7日（1001号機）
  - 1953年9月18日（1002号機）
- 運用状況：退役

KAL-1（ケイエイエル ワン）は、川崎航空機（現在の川崎重工業）が製作した小型プロペラ連絡機。K・Aは川崎航空機、Lは連絡機の略。愛称は「おカルさん」。

## 概要
1952年（昭和27年）、GHQ SCAPが撤収し、航空禁止が一部解除された直後、立川飛行機の元社員による新立川飛行機や川西航空機の元社員による東洋航空工業などの航空機メーカーが設立され、試験・研究的な航空機製造に取り掛かっていた。川崎航空機も航空産業の復活を目指し、まず小型飛行機の試作に取り掛かった。
「KAL-1」と名づけられた4人乗りの軽飛行機は1953年（昭和28年）7月に完成した。7月21日に各務原飛行場で初飛行に成功。10月に2号機が完成、両機共に耐空審査試験に合格した。両機は川崎の社用機として使用された。
1954年（昭和29年）4月に日本青年飛行連盟が主催した台湾訪問親善飛行に参加し、セスナの機体と共に台北までの飛行に成功した。
1号機は昭和29年に陸上自衛隊へ買い上げられ、連絡機として使用された後に解体された。2号機は川崎の社用機として生涯を終えた後、1966年（昭和41年）に大阪市港区の交通科学博物館に引き取られ、展示されていた。2014年（平成26年）4月に交通科学博物館が閉鎖されたことにより、2014年12月からは岐阜県各務原市のかかみがはら航空宇宙科学博物館に移され、現在はその後身の岐阜かかみがはら航空宇宙博物館に展示されている。

## 設計
レシプロエンジン単発の4座席小型機で、低翼・尾輪式の当時一般的な形態であるが、戦後の国産機として初の引込脚・全金属製のボディである。

## 諸元
- 乗員2名/乗客2名[1]
- 全長 - 9.1m
- 全幅 - 10.4m
- 全高 - 2.5m
- 翼面積 - m2
- 全備重量 - 1,460kg
- エンジン - ライカミングGO-435-C2 空冷水平対向6気筒
- 出力 - 260hp(194kW)
- 最大速度 - 295km/h=M0.24
- 航続距離 - 830km
- 実用上昇限度 - 5,000m